# Signo de Russell

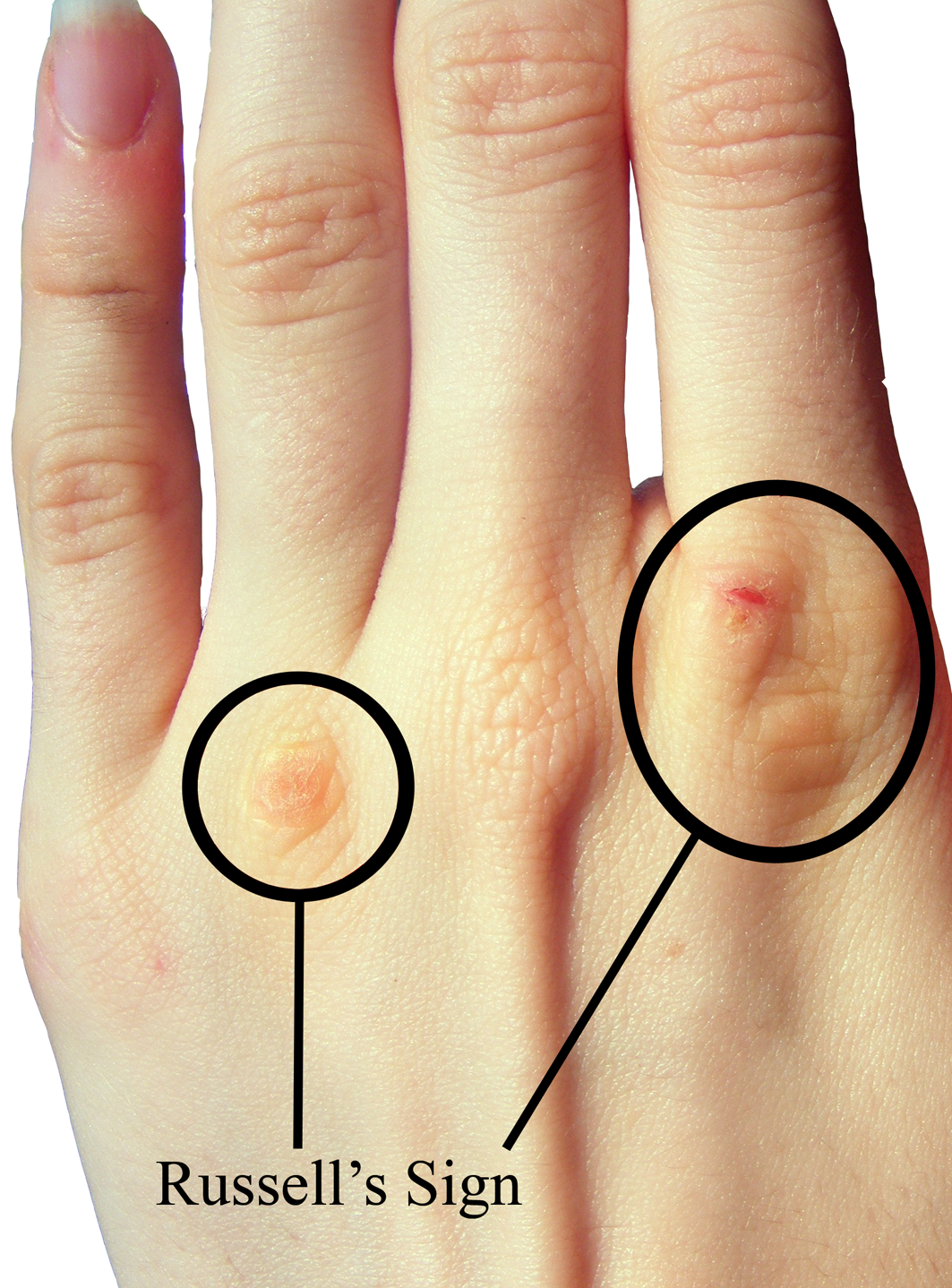
Signo de Russell

El signo de Russell, nombrado en honor al psiquiatra británico Gerald Russell,se refiere a la formación de callos en los nudilloso en el dorso de la mano, que resulta de vómitos autoinducidos repetidos durante períodos prolongados. Esta condición suele presentarse cuando los nudillos del individuo entran en contacto con los dientes incisivos al provocar el reflejo nauseoso en la parte posterior de la garganta utilizando uno o más dedos.
Este tipo de cicatrización se considera uno de los signos físicos de una enfermedad mental, y el signo de Russell se observa principalmente en pacientes con trastornos alimentarios como la bulimia nerviosa, el trastorno de purgas o la anorexia nerviosa. Casi siempre está relacionado con estos trastornos y es la afección cutánea más reconocible que indica purgas.
Las personas que pueden "purgarse sin usar las manos", es decir, inducir el vómito abriendo voluntariamente el esfínter esofágico de manera similar a un eructo, mientras contraen los músculos del estómago, no muestran el signo de Russell. Asimismo, aquellos que utilizan un tenedor, una cuchara o un objeto extraño para estimular el reflejo nauseoso pueden no presentar este signo.